# Trivia arctica
Espèce
Synonymes
- voir paragraphe #Synonymes

Trivia arctica, communément appelé Grain de café rose, est une espèce de mollusques gastéropodes marins de la famille des Triviidae.
Cette espèce est similaire à Trivia monacha et se trouve parfois dans les mêmes lieux.
Le mot Trivia signifie "commun"  et le mot arctica signifie "arctique".

## Répartition
Cette espèce se rencontre aux Orcades dans le Nord de l'Écosse, en Norvège, en Irlande, en Angleterre, dans la Manche, la mer du Nord, mais également sur la façade atlantique française et espagnole, jusqu'au Nord du Maroc. On la retrouve également en Méditerranée.

## Habitat
Cette espèce vit généralement dans les eaux près du littoral, les coquilles vides se retrouvant ainsi souvent sur les plages. Ce gastéropode se trouve jusqu'à 100 m de profondeur dans sa répartition nord et jusqu'à 1 000 m dans sa répartition sud.

## Description

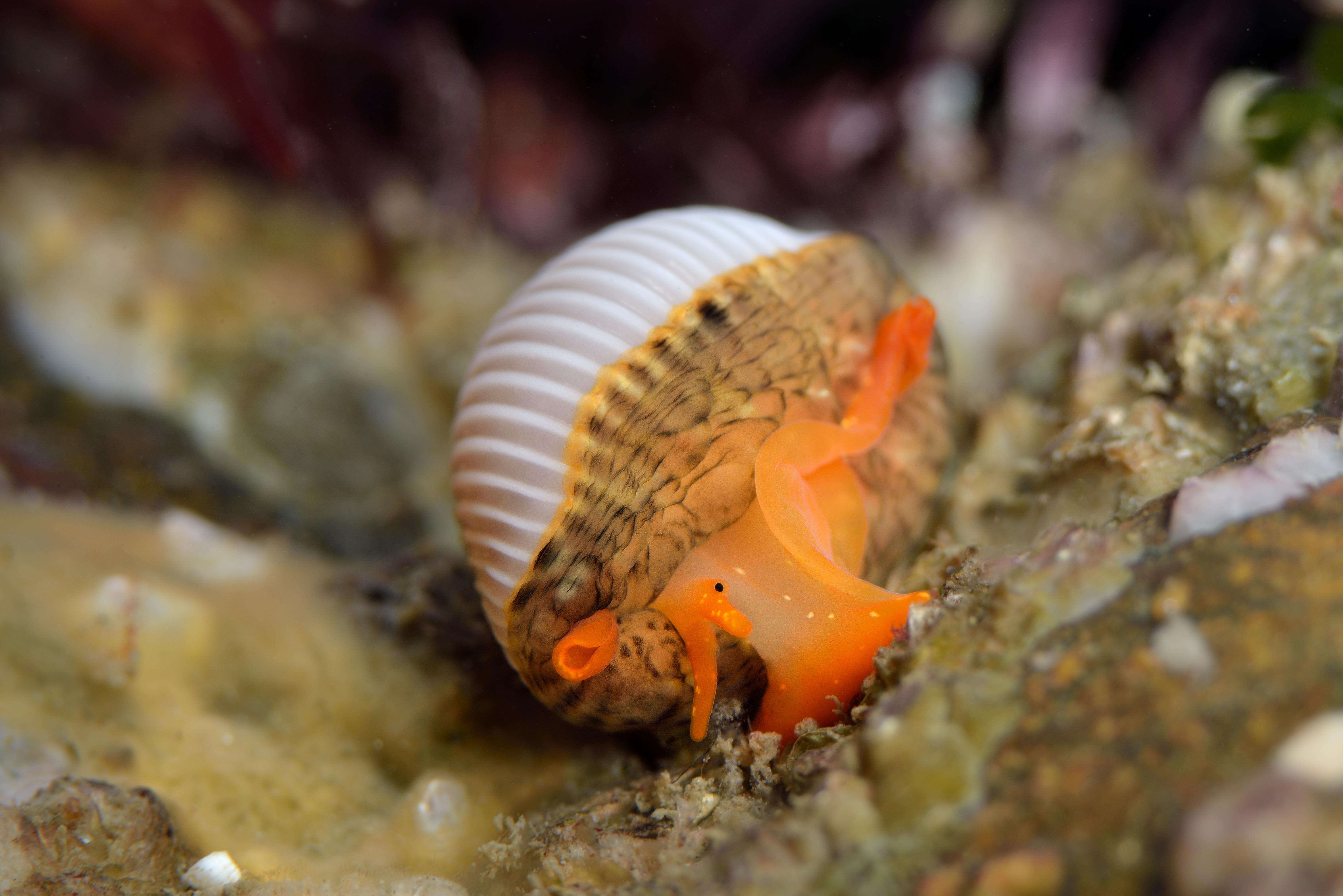

La coquille est souvent lisse, sinon parfois rugueuse, et en forme de grain de café (d'où son nom vernaculaire) avec 15 à 30 crêtes transversales. La couleur de la coquille est quasi-exclusivement uniforme et d'un rose très pale brillant à un brun-vert assez terne. Il y a parfois des points sur le manteau, au nombre de deux ou trois, toujours avec le même espacement. La coquille fait jusqu'à 10 mm de long et 8 mm de large.
Le siphon, la tête et le pied sont orange.

## Vie
Cet escargot vit parmi les Ascidiacea et s'en nourrit. La saison de reproduction est l'automne, le début de l'hiver et le printemps.

## Différences avecTrivia monacha
Trivia monacha et Trivia arctica ont été considérées comme deux formes de la même espèce jusqu'en 1925, année où Alfred James Peile (d) publie un article dans la revue scientifique Proceedings of the Malacological Society of London (d) et différencie ces deux espèces.

## Synonymes
- Bulla diaphana Montagu, 1803[4]
- Cypraea arctica Pulteney, 1799[4]
- Cypraea bullata Montagu, 1803[4]
- Cypraea europaea var. minor J. T. Marshall, 1893[4]
- Cypraea norvegica Sars M., 1835[4]
- Cypraea umbilicalis O. G. Costa, 1830[4]
- Marginella anglica Leach, 1852[4]
- Trivia arctica canariensis Settepassi, 1977[4]
- Trivia dorsolevigata Schilder, 1932[4]
- Trivia europaea G. Montagu, 1808[5]
- Trivia globulosa Locard & Caziot, 1900[4]
- Trivia hispania C. N. Cate, 1979[4]
- Trivia mollerati Locard, 1894[4]
- Trivia tortuga C. N. Cate, 1979[4]